# Il baco da seta
Il baco da seta (The Silkworm) è un romanzo del 2014 della scrittrice britannica J. K. Rowling, pubblicato con lo pseudonimo di Robert Galbraith. È il secondo libro della serie dedicata all'investigatore Cormoran Strike, dopo Il richiamo del cuculo.
È stato pubblicato in Italia il 9 ottobre 2014 da Salani.

## Trama
L'investigatore Cormoran Strike viene ingaggiato da Leonora Quine per rintracciare suo marito Owen Quine, uno stravagante scrittore scomparso diversi giorni prima.
Strike scopre subito che la sparizione di Owen Quine è correlata alla diffusione del manoscritto del suo ultimo romanzo non ancora pubblicato, dal titolo Bombyx Mori. La trama è caratterizzata da numerose scene di violenza, necrofilia, sadomasochismo, tortura e cannibalismo; il tutto culmina nella scena finale, nel quale il protagonista Bombyx viene ucciso da alcuni personaggi grotteschi incontrati nel corso della narrazione, che rappresentano allegoricamente persone reali che Quine riterrebbe responsabili del suo fallimento professionale.
Inaspettatamente, Strike trova il cadavere di Quine in una casa abbandonata, orrendamente squartato e cosparso di acido cloridrico: la scena ricalca alla perfezione la morte del protagonista nell'ultima scena di Bombyx Mori. A questo punto l'indagine di Strike si sposta sulle sette persone che avrebbero potuto leggere il manoscritto prima della morte dello scrittore: la stessa Leonora; l'amante di Quine, Kathryn Kent; l'amica transgender di quest'ultima, Pippa Midgley; l'agente letterario di Quine, Elizabeth Tassel; il suo editor Jerry Waldegrave; il pubblicista Daniel Chard e Michael Fancourt, celebre scrittore un tempo amico di Quine. Interrogati dal detective, i sospetti si accusano l'un l'altro, sospettando addirittura che qualcuno possa aver aiutato Quine nella scrittura di intere parti del romanzo.
Intanto la polizia incrimina Leonora, Strike crede nella sua innocenza e si concentra su Michael Fancourt: il rapporto tra Quine e quest'ultimo era naufragato quando, molti anni prima, la prima moglie di Fancourt, Elspeth, scrittrice alle prime armi, si era suicidata in seguito alla pubblicazione della feroce parodia di un suo romanzo. Fancourt aveva accusato pubblicamente Quine di aver scritto la parodia, ma lo scrittore aveva sempre negato.
Dopo un incontro con Kathryn e Pippa e in seguito al ritrovamento di appunti di lavoro di Quine, Strike si rende conto dell'esistenza di profonde differenze tra il concept originale del romanzo ideato dall'autore e il manoscritto incriminato. Il detective comprende quindi che il romanzo è stato completamente scritto da qualcuno diverso da Quine. Con ulteriori indagini, Strike arriva finalmente a capire chi è l'assassino.
Durante una cena tra autori, Strike mette in atto la trappola per incastrare l'assassino: Elizabeth Tassel. La Tassel, prima di diventare un'agente letterario, aveva tentato di fare la scrittrice, senza successo, ma maturando l'abilità nell'imitare lo stile altrui. Era stata lei a scrivere la parodia che, molti anni prima, aveva portato al suicidio Elspeth Fancourt. Quine aveva casualmente scoperto questo segreto e lo aveva utilizzato per ricattarla negli anni successivi. Aveva costretto la Tassel a pubblicare i suoi mediocri romanzi, oltre a chiederle continuamente ingenti somme di denaro. Vent'anni e molti insuccessi dopo, Quine le aveva proposto il concept di Bombyx Mori; la donna quindi aveva basato su di esso il piano per la sua vendetta. Aveva dunque riscritto il romanzo imitando lo stile di Quine e facendo in modo che i sospetti e le prove dell'omicidio ricadessero su Leonora; infine aveva fatto leva sulle vanità di Owen Quine per attirarlo nella casa abbandonata e ucciderlo. Messa alle strette la Tassel scappa, ma viene prontamente catturata.

## Personaggi

### Principali
- Cormoran Strike: ex soldato, ritiratosi dopo aver perso una gamba in Afghanistan, ora è un detective famoso non solo per aver risolto il caso di Lula Landry, ma anche per essere il figlio illegittimo della rockstar Johnny Rokeby.
- Robin Ellacott: segretaria e assistente di Strike, è una bellissima ragazza che sogna di diventare una detective.
- Owen Quine: è uno scrittore un tempo apprezzato per il suo primo romanzo Il peccato di Hobart, ma la cui fama è crollata in seguito a diversi romanzi mal scritti. Narcisista e dispotico, è tollerato dalla comunità letteraria solo per il talento che sembra nascondersi nei suoi lavori.
- Leonora Quine: moglie di Owen, è una donna servile e scialba, la cui unica ragione di vita è la figlia Orlando, ragazza con un ritardo mentale. Sarà incolpata dell'omicidio di Owen.
- Kathryn Kent: amante di Quine e sedicente scrittrice di romanzi fantasy-erotici, in realtà priva di qualsiasi talento.
- Philip "Pippa" Midgley: una donna transgender, ha conosciuto Quine allo stesso corso di scrittura frequentato da Kathryn, e successivamente diventata amica di entrambi. Pippa cercherà di aiutare la sua amica incriminando Leonora e addirittura tentando di pugnalare Strike.
- Elizabeth "Liz" Tassel: agente letterario di Quine e scrittrice fallita, esprime il suo risentimento verso la società e le compagnie letterarie maltrattando i membri del suo staff.
- Jerry Waldegrave: è l'editor dei romanzi di Quine, e uno dei pochi a intuire il suo reale talento; tuttavia il comportamento dello scrittore lo porta alla rovina professionale e sentimentale, che hanno come effetto l'alcoolismo.
- Michael Fancourt: Celebre scrittore, unico ad avere realmente successo tra quelli della generazione di Quine; è capace di fare discorsi molto complessi sull'arte e sulle implicazioni sociali della letteratura, ma in realtà è un personaggio misogino e vanitoso.
- Daniel Chard: Proprietario della Roper Chard, casa editrice specializzata in letteratura moderna che pubblica tra le altre le opere di Quine e Fancourt. Uomo misantropo e chiuso, spesso si fa riferimento a una sua possibile omosessualità repressa.

### Secondari
- Richard Anstis: detective di Scotland Yard e amico di Strike, il quale gli ha salvato la vita nell'incidente costatogli la gamba. Strike lo definisce un bravo poliziotto, ma incapace di risolvere i casi a causa della mancanza di spirito e immaginazione.
- Matthew Cunliffe: fidanzato e futuro sposo di Robin, odia Strike a causa della sua gelosia e del disprezzo verso il suo lavoro.
- Orlando Quine: unica figlia di Owen e Leonora, è affetta da ritardo mentale. Poiché non appare nel romanzo Bombyx Mori, è possibile che suo padre la ami davvero. Si rivelerà indispensabile per la risoluzione del caso.
- Alexander "Al" Rokeby: fratellastro di Strike per parte di padre, è l'unico membro della sua famiglia con cui il detective abbia qualche contatto. Intelligente e atletico, la sua conoscenza dei locali londinesi sarà utile alla risoluzione del caso.
- Nina Lancelles: cugina del giornalista Culpepper, lavora alla casa editrice Roper Chard e aiuta Strike a recuperare il manoscritto di Bombyx Mori; si invaghisce del detective e avrà con lui una labile relazione.
- Joe North: era un amico di Quine e Fancourt, un giovane scrittore omosessuale che diventa famoso quando scrive un romanzo sulla sua vita con l'AIDS. Morirà circa vent'anni prima della storia narrata, e la sua morte sarà uno dei motivi del rancore tra Quine e molti altri personaggi. La casa dove abitava, lasciata in eredità ai suoi due amici, sarà quella in cui Quine verrà ucciso.
- Charlotte Campbell: ex fidanzata di Strike, capricciosa e volubile, ha interrotto la storia con il detective e ora va in sposa a un ricco nobile. Ciononostante continua a tormentarlo da lontano.

## Adattamento
Nel dicembre 2014 BBC One annunciò che la serie di Cormoran Strike sarebbe stata adattata in una serie televisiva, Strike. Tom Burke interpreterà il protagonista. Rowling sarà produttrice della serie attraverso la sua casa di produzione Brontë Film and Television. Il baco da seta sarà diviso in due puntate scritte da Ben Richards.